# 빌헬름 마이스터의 편력시대

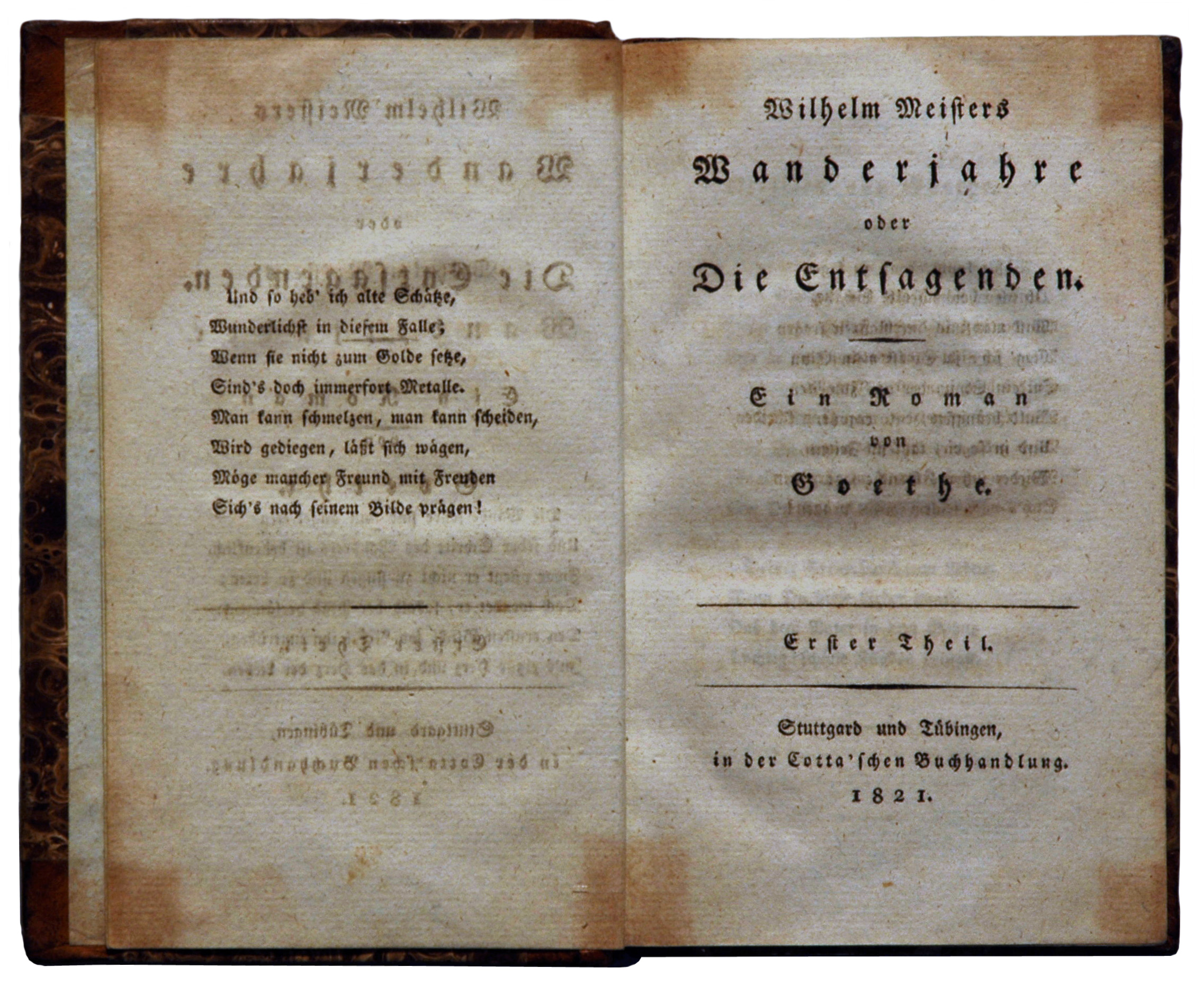

《빌헬름 마이스터의 편력시대》(독일어: Wilhelm Meisters Wanderjahre oder die Entsagenden, 1829)는 괴테의 장편 소설이다.
《빌헬름 마이스터의 수업시대》의 속편으로서 "체념의 사람들"이라는 부제가 붙어 있다. 이점만 보아도 알 수 있듯이 체념이 이 작품을 일관하고 있는 중요한 근본사상이다. 그러나 괴테가 말하는 체념이란 단지 욕망이나 정열을 억제하며 소극적인 무위의 생활을 보내는 것이 아니고 적극적인 자기 규제와 근로를 생활의 지침으로 삼고 흩어지는 개인의 힘을 유익한 한가지 일에 결집시켜 사회의 이익을 위하여 공헌한다는 의미인 것이다. 그 결과 《수업시대》가 빌헬름 개인의 인간형성을 다루는 것으로 일관하는 '교양소설'인데 반해 《편력시대》는 보다 높은 차원에서 19세기에 있어서의 이상 사회의 창조나 그의 기초가 되는 교육문제를 다루는 '사회소설'로 발전하고 있다. 이에 따라 주인공 빌헬름은 개인의 일반 교양을 목표로 한다는 《수업시대》의 아마추어 입장을 극복하고 하나의 기술을 익혀 사회에 봉사한다는 견지에서 훌륭한 외과의가 되어, 인간성의 완성을 추구하는 유용한 존재가 된다는 것이다. 소설의 구성 또는 그 밖의 여러 점에 유념치 않은 점은 있으나 《파우스트》와 함께 괴테의 일생에 걸친 재지(才知)가 전편에 흐르고 있다.